# Varvara Aleksandrovna Rudneva
Varvara Aleksandrovna Rudneva (in russo Варвара Александровна Руднева-Кашеварова?, Varvara Aleksandrovna Rudneva-Kaševarova, nata Nafanova; Vicebsk, 1844 – Staraja Russa, 1899) è stata un medico russo.
Con non poche difficoltà, nel 1878 divenne la prima donna del suo paese a conseguire la laurea in medicina.

## Biografia
Cresciuta in una modesta famiglia ebrea di Vicebsk, sposò giovanissima un commerciante di nome Kaševarov. L'unione tuttavia non fu duratura, così dopo il divorzio la giovane si iscrisse all'istituto di ostetricia e poi, grazie a una borsa di studi dell'esercito cosacco di Orenburg, studiò sifilologia per curare le donne baschire, le quali non potevano ricevere cure mediche da uomini secondo l'Islam. 
Su raccomandazione del generale Bezak, nel 1863 le fu concesso in via eccezionale di studiare all'Accademia di medicina e chirurgia di San Pietroburgo per 5 anni assieme ad altri colleghi uomini, il ché suscitò parecchio scalpore.
Dopo gli studi sposò il medico Michail Matveevič Rudnev, il quale inizialmente aveva usato il lavoro della consorte. A Rudneva inizialmente non fu permesso di discutere la sua tesi di dottorato, nonostante avesse pubblicato un'opera i cui estratti erano stati inclusi in molti manuali di ostetricia. Solo diversi anni dopo conseguì il titolo di Dottore in medicina dissertando la tesi "Materiali per l'anatomia patologica della vagina uterina" (1867).
I tentativi di Rudneva di insegnare medicina furono vani, né tanto meno le fu concesso di prestare servizio nell'ospedale militare di Orenburg, giacché questo avrebbe significato concederle i diritti del servizio statale, creando un pericoloso precedente. Dal 1881 Rudneva visse in una fattoria nel Valujskij rajon, dove esercitò come medico al servizio della popolazione locale.
Fu autrice di opere in merito a cronicità, infiammazione della membrana prolassata dell'utero (1868) e anatomia e istologia dei tumori degli organi riproduttivi femminili. Pubblicò anche articoli di divulgazione scientifica e opere di narrativa.